# (1810) Epimetheus
(1810) Epimetheus – planetoida z grupy pasa głównego asteroid.

## Odkrycie
Została odkryta 24 września 1960 roku w Obserwatorium Palomar w programie Palomar-Leiden-Survey przez Cornelisa i Ingrid van Houtenów oraz Toma Gehrelsa. Nazwa planetoidy pochodzi od Epimeteusza, męża Pandory w mitologii greckiej. Przed nadaniem nazwy planetoida nosiła oznaczenie tymczasowe (1810) 4196 P-L. Epimeteusz to również jeden z księżyców Saturna.

## Orbita
(1810) Epimetheus okrąża Słońce w ciągu 3 lat i 116 dni w średniej odległości 2,22 au Planetoida należy do rodziny planetoidy Flora nazywanej też czasem rodziną Ariadne.